# Marcin Władysław Piegłowski
Marcin Władysław Piegłowski herbu Nałęcz (zm. przed 8 sierpnia 1666 roku) – cześnik krakowski od 1651 roku, podrządczy krakowski od 1648 roku, podczaszy ciechanowski.
Poseł sejmiku proszowickiego na sejm nadzwyczajny 1654 roku.